# ジョセフィーン・エリザベス・ティルデン

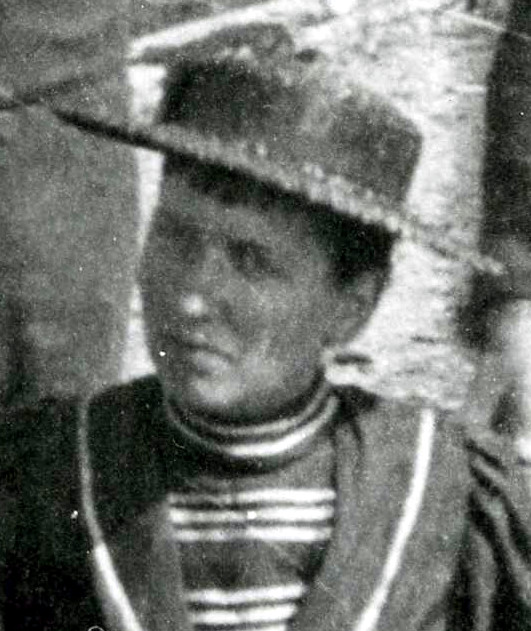
ジョセフィーン・エリザベス・ティルデン

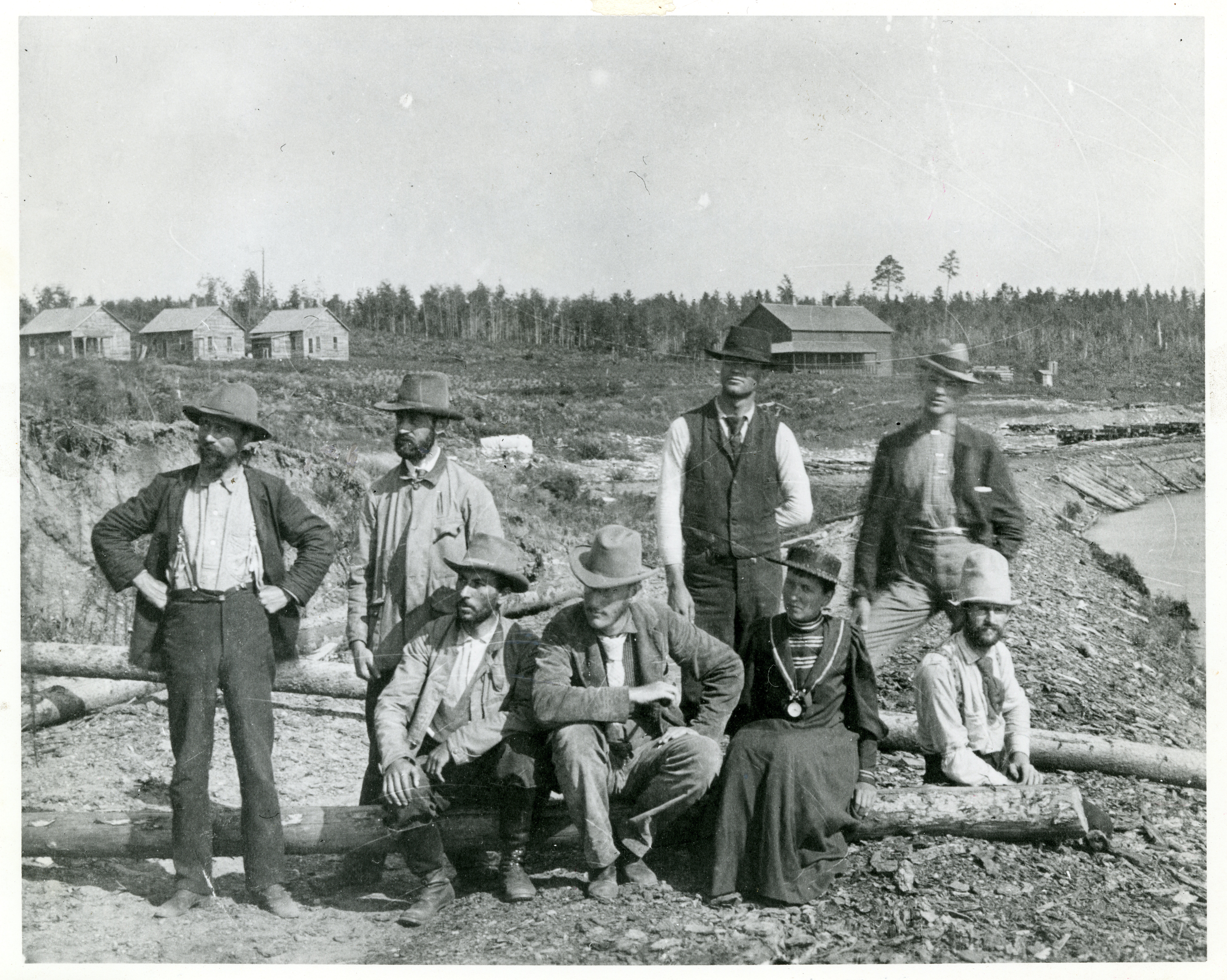
ミシガン州のガル湖での採集チーム

ジョセフィーン・エリザベス・ティルデン（Josephine Elizabeth Tilden、1869年3月24日 - 1957年5月15日）はアメリカ合衆国の藻類学者である。ミネソタ大学の最初の女性教授となった女性であり、カナダ、ブリティッシュ・コロンビア州の太平洋岸に、研究所を設立した。太平洋各地で海藻を採集し、大きなコレクションを作り上げ研究した。

## 略歴
アイオワ州ダベンポートで生まれ、ミネアポリスで育った。植物に早くから興味を示し、ミネソタ大学に入学する前に地元の植物に関する論文を発表していた。1895年にミネソタ大学を卒業し、翌年には修士号を取得した。1897年、イエローストーンの間欠泉の近くの鍾乳洞で発見した藻類についての論文を書いた。
ミネソタ大学の助手となり、藻類学に興味を持ち、女性の採用に消極的であった上司に、5年間、藻類学の研究を継続することを条件に最初の女性研究員となった。最初の太平洋地域での調査はバンクーバー島で行い、調査の多くは、母親を同伴した。
カナダに作られたミネソタ海岸試験場（Minnesota Seaside Station）の創設に主要な貢献をした 。ブリティッシュ・コロンビア州に藻類の観察・採取のため適地を見つけ、土地所有者から無料で借り入れ、私費で試験場の建物を作った 。試験場は現在のホアン・デ・フューカ州立公園（Juan de Fuca Provincial Park）の中にある。教育のためには、大学から遠い場所であることが議論を呼んだ。1903年に女性として始めてミネソタ大学の助教授になった。ミネソタ海岸試験場を大学の施設とするために、植物学者のコンウェイ・マクミラン（Conway MacMillan）と運動するが、国外に大学施設を持つことをミネソタ大学は認めなかった。
1909年に大学はミネソタ州北西部のイタスカ湖に森林・生物学試験場を設立した。1910年に、ティルデンは博士号はなかったが教授となった。1910年に"Algae of Minnesota"を出版した。この著作はアメリカ北部、グリーンランド、西インド諸島、ハワイの藻類の記述も含まれていた。学生を組織して、太平洋周辺での藻類を収集ための調査旅行を行ったが、調査旅行に行くのに大学の許可をえなかったり、無断で設備を購入するなど、ティルデンの大学内の規律の遵守が問題となるようになった。1937年に大学を退職した。大学の大規模な藻類の標本を研究のために、ティルデンが借用できるかどうかで、大学と交渉の後、フロリダの自宅にコレクションを移すことに成功し、フロリダで研究を続けた。
1935年の著書、Algae and Their Life Relationsは、アメリカの学者による最初の海藻や淡水藻の植物相に関して書かれた著作である。